# 러버 벌브

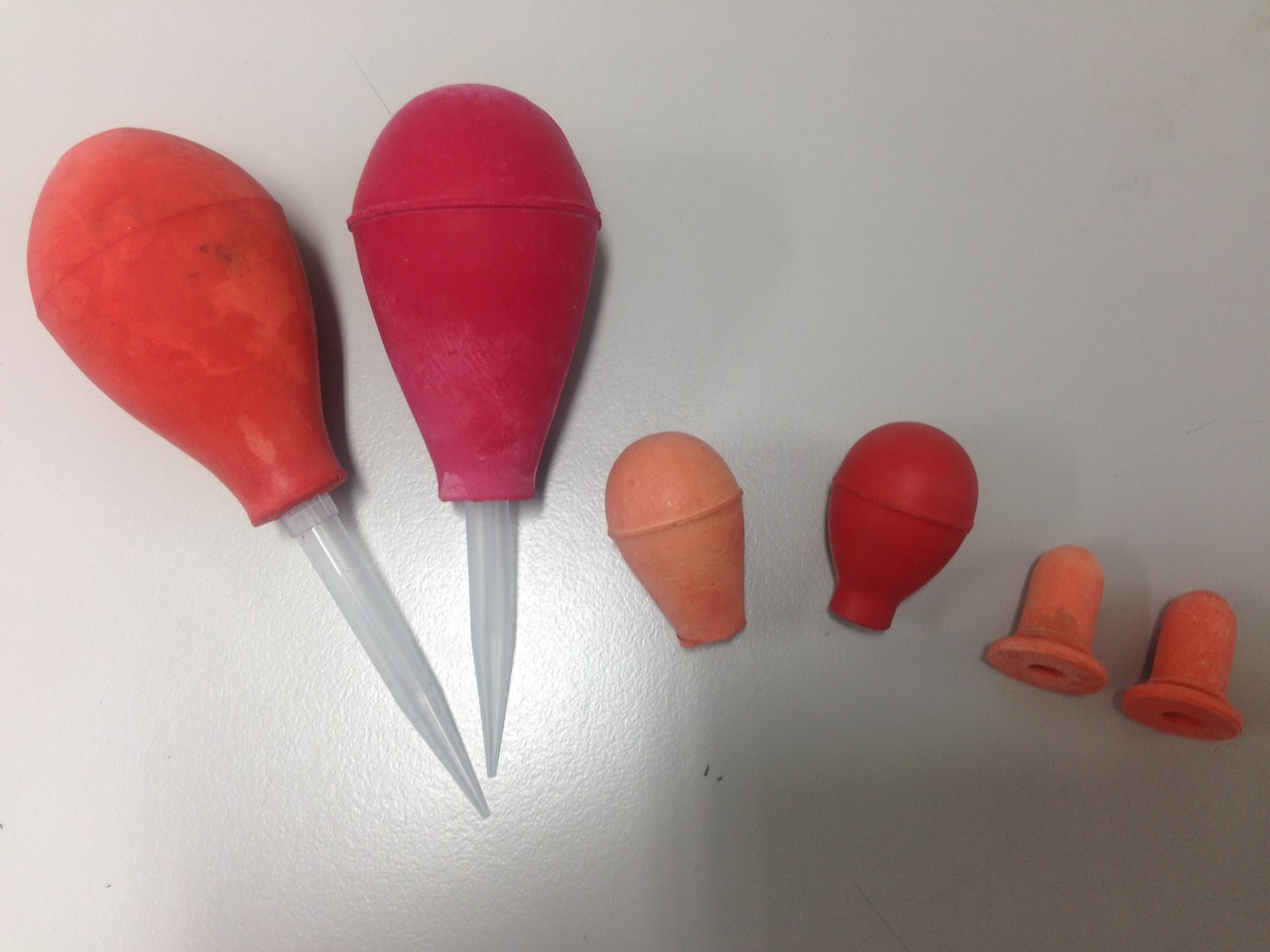
다양한 크기의 러버 벌브

러버 벌브(rubber bulb) 또는 고무구는 화학 실험실에서 유리나 플라스틱 튜브 위에 올려 놓아 사용된다. 이는 피펫이나 파스퇴르 피펫을 통해 시약을 채우기 위한 진공 소스 역할을 하며 떨어지는 병에서 액체의 흐름을 제어하는 데도 도움이 된다. 고무 벌브를 사용하면 입과 화학 물질의 접촉을 피할 수 있다. 이 고무 막대는 모양, 크기 및 색상이 다양하다.

## 대형 러버 벌브
더 큰 러버 벌브는 일반적으로 시약이 더 많은 양이 필요할 때 피펫을 통해 액체를 흡입하는 데 사용된다. 이러한 러버 벌브는 고르지 않은 압력 분포로 인해 유리가 쉽게 깨질 수 있으므로 더 큰 피펫과 플라스틱 막대를 보완한다.

## 소형 러버 벌브
더 작은 러버 벌브는 더 적은 양의 시약을 흡입하기 위한 작은 피펫에 적합하며 유리 막대와 플라스틱 막대 모두에 부착할 수 있다. 작은 크기의 러버 벌브가 방울의 양을 보다 정확하게 제어하는 데 도움이 되므로 점적 장치에 매우 일반적으로 사용된다.

## 같이 보기
- 피펫
- 파스퇴르 피펫